# Porto Nacional
Porto Nacional è un comune del Brasile nello Stato del Tocantins, parte della mesoregione Oriental do Tocantins e della microregione di Porto Nacional.

## Storia
Fondata all'inizio del XIX secolo, era storicamente e culturalmente legata al fiume Tocantins. Durante quel secolo e il XX, il suo principale accesso era tramite il fiume. Le barche trasportavano sul Tocantins le merci fra Porto Nacional, Belém e Pará. Ma con la costruzione della BR 153, durante gli anni settanta, il flusso della gente e delle merci si spostò via terra. Dopo la costruzione della centrale idroelettrica "Luiz Eduardo Magalhães", nella città di Lajeado, la città è passata dalla coesistenza con il fiume alla coesistenza con il lago.
Le interpretazioni sul rapporto della mito-storia della fondazione di Porto Nacional con l'azione della violenza, hanno ispirato la seguente affermazione di Leach: "Tutte le società degli esseri umani, grandi o piccole, elaborate o semplici, hanno relativi dati storici tradizionali. Sono veri o falsi, o parzialmente veri e parzialmente falsi, tutti questi dati storici funzionano come miti di origine, come documenti dell'esistenza dell'uomo; spiegano all'aspirante o al principiante poiché è così che “noi„ iniziamo ed è come siamo “noi„ arriviamo a che cosa siamo oggi" (Leach, 1982:58 - 59).
Secondo la tradizione verbale attuale di Porto Nacional, l'origine della città (inizialmente chiamata Porto Real) è la seguente: il villaggio di Pontal fu attaccato dagli Xerente e la maggior parte della popolazione venne uccisa. I superstiti scapparono via ed attraversarono il fiume Tocantins, alcuni anche a nuoto, passando a stabilirsi dall'altra parte del fiume, vicino alla casa del canoeiro Félix Camoa. Da quel momento si dettero all'attività commerciale, navigando sul Tocantins, fino a Belém. Questa stessa versione la troviamo nel libro di Durval Godinho, Storia di Porto Nacional. Commentando la nascita di Porto Real, questo storico afferma: "A tali misure ufficiali è comparso nei primi lustri del secolo passato, altri propiziatori che nelle circostanze dello sviluppo veloce di Porto Real si erano unite. Una di loro, nondimeno quella più lamentabile, così dopo il macello doloroso di Pontal, di cui i superstiti, in un esodo doloroso, avevano trovato riparo definitivo essi stessi in Porto Real" (Godinho, 1988:17).
Tuttavia, questa tradizione orale non corrisponderebbe totalmente con i fatti, come si può constatare da un incrocio con le fonti documentarie. La fondazione di Pontal è avvenuta nella prima metà del XVIII secolo. Studi della storia coloniale del Goiás, diffusi dall'accademica di Luis Palacin (1976: 36) e Marivone de Matos Chaim (1974: 25), confermano la data di fondazione di Pontal nel 1738.
Pontal, sorta a seguito della scoperta di miniere nella regione a nord della capitale San Paolo, è stata fondata quattro anni dopo di Natividade (1734), due anni prima di Arraias (1740) (Chaim, 1974:25) ed otto anni prima di Carmo, la cui fondazione è datata 1746 (Palacin, 1976:36).
In questa interpretazione, Pontal è comparsa per opera dei cercatori d'oro unitisi seguendo il fiume Tocantins ed ha legato la sua stessa esistenza a questa particolare fase storica. Pontal è esistita per almeno cento anni nel centro della zona montuosa con lo stesso nome (Godinho, 1988:10), regione conosciuta attualmente dagli abitanti locali come "valle dell'oro" a circa 40 km dell'attuale Porto Nacional. Porto Real, invece, è stata fondata soltanto molti anni più tardi, a seguito dello sviluppo della navigazione fluviale alla fine del secolo XVIII ed inizio del XIX, conseguente all'apertura dei fiumi Araguaia e Tocantins alla navigazione.
Il villaggio di Pontal era composto da una via principale, di circa 300 m di estensione, ed un'altra secondaria, perpendicolare alla prima. Contava su circa 50 case, disposte ad uso lungo le due vie e due chiese: San Antonio e la chiesa di Santana. In questa ultima vi era l'immagine del Cristo crocifisso, che è attualmente nella cattedrale di N.S. delle Tolleranze, a Porto Nacional.
Nel 1824, secondo Cunha Mattos, contava 49 case, abitate da una popolazione di 143 persone libere e di 38 schiavi. Di conseguenza, 180 persone. Queste le informazioni di Cunha Mattos sono basate su un'indagine statistica che ha portato a termine nel dicembre di quell'anno. Finora questa lista degli abitanti di Pontal era l'unica fonte sulla popolazione di quel villaggio.
Tuttavia, queste informazioni di Cunha Mattos sono state riviste, infatti da qualche tempo è stata individuata una nuova lista degli abitanti di Pontal, per cui il numero di abitanti del villaggio arrivava circa a 780 persone.
Dai resti ritrovati, si è dedotto che la maggior parte delle case era di mattoni cotti al sole, coperti da mattonelle del tetto e pezzi di ceramica, simili a quelle trovati nelle più vecchie case di Porto Nacional. Si può quindi ritenere che nei primi due decenni del secolo XIX, Pontal abbia avuto infrastrutture migliori di Porto Real. Mentre quella aveva la maggior parte delle case coperte da mattonelle del tetto, nel 1819 la maggior parte delle case di Porto Real era coperto di paglia (Pohl 1821 1976).
Infatti, gli abitanti di Pontal realizzavano commerci trasportando l'oro nei dintorni del villaggio.
Nel 1810 un gruppo di cercatori sul ruscello Matança, un buon posto per trovare oro, venne attaccato dagli indiani, probabilmente Xerente, che li sterminarono. Con ogni probabilità è quest'attacco, documentato, a rimanere nella memoria come fatto estremamente eclatante e a contribuire al racconto tramandato dalla tradizione secondo il quale Pontal fu abbandonata da famiglie che finirono poi per stabilirsi a Porto Real. Ma questo massacro non fu, come detto, con ogni probabilità, il fattore determinante per l'abbandono del villaggio. Si noti, tra l'altro, che l'attacco avvenne al ruscello Matança e non al villaggio di Pontal, come si è ritenuto per lungo tempo.
Resta il fatto che nella tradizione verbale Porto Real ha come atto fondante della sua storia l'arrivo di abitanti dal villaggio di Pontal, che così si estingueva, a seguito di un attacco cruento degli indiani Xerente (Cardoso de Oliveira, 1976:4 - 5; Barth, 1976).

## Monumenti e luoghi d'interesse
- Centro storico - dotato di vie strette e costruzioni quasi interamente costruite nel XIX secolo.
- Lago di Usina do Lajeado - luogo propizio per gli sport nautici e la pesca sportiva, situato davanti alla città.
- La cattedrale Nossa Senhora das Mercês - costruita dai frati Domenicani, venuti dalla Francia; la prima pietra è stata posta il 7 maggio 1884.
- Avenida Beira Rio – super strada, costruita per più di tre km di estensione, nel bordo della città.
- La nuova spiaggia di Porto Real - dotata d'infrastrutture, posto di eventi di sportivi e culturali durante la stagione che va da giugno a settembre.